# Leotropa papuanensis
Leotropa papuanensis är en fjärilsart som beskrevs av George Francis Hampson 1918. Leotropa papuanensis ingår i släktet Leotropa och familjen mott. Inga underarter finns listade i Catalogue of Life.